# Rue Ermoú
La rue Ermoú (grec moderne : οδός Ερμού / odós Ermoú) ou rue d’Hermès est une rue commerçante d’Athènes.

## Situation et accès
Elle relie le Céramique à la place Sýntagma. D'une longueur de 1,5 km, elle passe par les quartiers de Monastiráki, Psyrí et Thiseío.

## Origine du nom
Elle porte le nom de « grec moderne : Οδός Ερμού », « Odós Ermoú », « Rue d'Hermès » le messager des dieux Hermès.

## Historique
La rue est l'une des premières artères routières conçues dans l’Athènes moderne, et l’une des principales artères d’Athènes, selon le plan de la ville dessiné par les architectes Stamatis Kleanthis et Edward Schaubert en 1833. La route était à l’origine un chemin de terre et en 1838, elle a été pavée avec un système de macadam. Plus tard, il a acquis des trottoirs et un égout et, en 1910, il a été asphalté.
La rue fait partie des premières grandes voies créées dans l'Athènes moderne et demeure l'une des principales artères de la ville, selon le plan urbain établi par les architectes Stamátios Kleánthis et Eduard Schaubert en 1833. À l'origine c'était un simple chemin de terre, qui a été pavée en 1838 avec un revêtement en macadam. Par la suite, des trottoirs et un système d'égout y ont été ajoutés, et en 1910, elle a été entièrement asphaltée.

## Bâtiments remarquables et lieux de mémoire
Vers le milieu de la rue se trouve l'église orthodoxe de la Panagía Kapnikaréa  (XIe siècle).